# Aidenbach
Aidenbach är en köping (Markt) i Landkreis Passau i Regierungsbezirk Niederbayern i förbundslandet Bayern i Tyskland.
Köpingen ingår i kommunalförbundet Aidenbach tillsammans med kommunen Beutelsbach.